# Гърлс Алауд
„Гърлс Алауд“ (на английски: Girls Aloud) е британска поп група, създадена през 2002 година с членове Черил Коул, Надин Койл, Сара Хардинг, Никола Робъртс и Кимбърли Уолш.
Подписват договор с Polydor Records и издават дебютния си сингъл „Sound of the Underground“, която дебютира под номер 1 в родината им и се превръща в най-добрата Бритиш песен за 2000-те години. Имат издадени 23 сингъла, 4 от който са номер 1, 5 студийни албума и 2 сборни албума. През 2009 г. момичетата си взимат почивка, за да се концентрират върху соловите си кариери, като групата не се разпада. През 2012 се събират по повод 10-годишния юбилей от създаването на групата.
През 2013 г. групата прави юбилейно турне Ten – The Hits Tour. На 5 септември 2021 г. Сара Хардинг умира на 39 години от рак на гърдата.

## История

### 2002: създаване и Popstars The Rivals
Гърлс Алауд са създадени на 30 ноември 2002 като милиони зрители гледат риалити шоуто Popstars The Rivals (нещо като Music Idol и Star Academy). За наградата в шоуто се борят общо десет момичета: Черил Туиди, Надин Койл, Сара Хардинг, Никола Робъртс, Кимбърли Уолш, Линдзи Браун, Ема Беард, Ейми Керарксли, Клои Стейнъс, които по-късно стават членове на Клиа, както и Джевин Хилтън, като имат всеки път концерт и една от тях отпада.

### 2002 – 2005: Sound of the Underground и What Will the Neighbours Say?
През декември 2002 г. Гърлс Алауд издават дебютния си сингъл „Sound of the Underground“, който веднага достига 1-во място във Великобритания и Ирландия. Песента се задържа за 4 седмици в класацията за сингли в Англия. След това работят активно по записи за първия албум. През май 2003 г. издават втория си сингъл „No Good Advice“, който заема второто място във Великобритания и Ирландия. Едноименният първи студиен албум Sound of the Underground, издаден на 26 май 2003, застава на 2-ро място във Великобритания. Албумът има общи продажби от 355 хиляди копия и е с платинена сертификация. През август 2003 г. издават третия сингъл от албума „Life Got Cold“, който се изкачва до 3-то място във Великобритания. През ноември издават сингъла от албума „Jump“, който е кавър на Пойнтър Систърс и е пилотният сингъл от втория им студиен албум. Включен е и в преиздадената версия на дебютния им албум и част от саундтрака към романтичната комедия „Наистина любов“. Това е вторият им поред номер 2 хит в Англия. През ноември 2003 г. Sound of the Underground е преиздаден.
През юни 2004 г. издават сингъла „The Show“, който е третият им поред сингъл на второ място във Великобритания. През това време групата работи по записи за втория им студиен албум. През септември същата година издават следващия сингъл от втория им албум „Love Machine“, който е четвъртият им поред хит на 2-ро място във Великобритания. През ноември издават сингъла „I'll Stand by You“. Песента е обявена официално за кампанията за деца Children in Need. Песента е вторият им поред номер едно хит във Великобритания. След това издават и втория албум What Will the Neighbours Say, който се изкачва до 6-о място в класацията за албуми във Великобритания. Албумът е с общи продажби от 600 хиляди копия в Англия. През февруари 2005 издават последния сингъл от албума „Wake Me Up“ който се изкачва до 4-то място. След това групата прави турне от 4 май до 1 юни 2005 г.

### 2005 – 2007: Chemistry и The Sound of Girls Aloud
През лятото на 2005 г. издават сингъла „Long Hot Summer“, който се изкачва до 7-о място във Великобритания, като същевременно пишат песни за третия им студиен албум. През ноември същата година издават втори сингъл от албума „Biology“, който е успешен и достига 4-то място във Великобритания. На 5 декември излиза албума Chemistry. Албумът застава на 11-о място в английската класация за албуми, което го прави най-слабо продаваният албум на групата с общи продажби от 380 хиляди копия. По време на Коледа издават следващия сингъл от албума „See the Day“, който застава на 9-о място във Великобритания. През март 2006 г. издават последния сингъл от албума „Whole Lotta History“ който се изкачва до 6-о място. След това групата тръгва на второто си турне.
След това се носят слухове за разпадане на състава заради Черил, която през юли се жени за футболната звезда Ашли Кол (през септември 2010 се развеждат). През октомври издават компилацията The Sound of Girls Aloud: The Greatest Hits, която достига номер 1. Пилотният сингъл „Something Kinda Ooooh“ достига 3-то място във Великобритания. Албумът е с общи продажби от 1 милион копия и е със златна сертификация. През декември издават сингъла „I Think We're Alone Now“. Песента застава на 4-то място във Великобритания. През март 2007 г. заедно с Шугабейбс издават сингъла „Walk This Way“, който е кавър на рок групата Аеросмит от 1975 година. Това е третият им поред номер 1 хит. След това групата тръгва на третото си турне.

### 2007 – 2009: Tangled Up, Out of Control и солови кариери
През август 2007 г. излиза сингъла „Sexy! No No No...“, който достига 5-о място във Великобритания. През ноември издават втория сингъл от албума „Call the Shots“, който достига 3-то място, а преди това излиза и четвъртият студиен албум Tangled Up, който достига до 4-то място в Англия и е с общ брой на продажбите от 490 хиляди копия, с платинена сертификация. През март издават последния сингъл от албума „Can't Speak French“, който достига до 9-о място. През май 2008 г. групата тръгва на 4-то си турне, което завършва на 29 август.
През октомври 2008 г. издават сингъла „The Promise“, който е четвъртият и последен номер 1 хит във Великобритания и е със златна сертификация. През 2009 г. печелят награда Бритс за „Най-добър сингъл“ със сингъла „The Promise“. През ноември 2008 г. издават петия и последен студиен албум „Out of Control“, който веднага достига номер 1. Албумът се сдобива с общ брой продажби от 900 хиляди копия във Великобритания и е със златна сертификация. През януари 2009 г. издават втория сингъл от албума „The Loving Kind“, който се изкачва до 10-о място. През април същата година издават и последния сингъл от албума „Untouchable“, който се изкачва до 11-о място. През 2009 тръгват на петото си турне, което приключва през юни. През септември същата година са подгряващи изпълнители на турнето на Колдплей.
След края на турнето „Out of Control Tour“ групата излиза в почивка, а членовете им се съсредоточат върху соловите си кариери. През октомври 2010 г. Черил обявява, че групата ще се завърне, защото имат договор за издаване на още три албума. На 26 април 2011 г. е съобщено, че групата ще се събере през 2012 г. по повод 10 години от създаването.

### 2012 – 2013: Ten и разпадане
През есента на 2012 г. групата се завръща на сцената след 3-годишно отсъствие. През ноември излиза втория сборен албум на групата Ten, събрал всички издадени сингли на групата през 10-годишната им кариера, както и нов сингъл „Something New“. Песента се превръща в хит, заемайки 2-ро място в класацията за песни. Албумът Ten заема 9-о място в британската класация за албуми. На 17 декември излиза вторият сингъл от Ten „Beautiful Cause You Love Me“, заемайки 97-о място. През 2013 г. групата прави юбилейно турне Ten – The Hits Tour. На 20 март е последният концерт в Echo Arena Liverpool, след което групата се разпада.

### 2021-настояще: Смъртта на Сара Хардинг, 20-годишнина и The Girls Aloud Show
На 26 август 2020 г. Сара Хардинг заява че е диагностицирана с рак на гърдата който е напреднал в други части на тялото ѝ. През март 2021 г. казва че болестта е терминална, а на 5 септември умира на 39 години. В интервю за This Morning през октомври 2022 г. Кимбърли Уолш обяви че групата няма да се събере по повод 20 годишнина си, защото би било твърде болезнено. През март 2023 г. беше съобщено че останалите членове ще споделят неиздавани песни, за да отпразнуват 20-ата годишнина от дебютния си албум. На 28 април е пуснат алтернативен вокален микс на песента „Sound of the Underground“, а седмица по-късно е излиза нова 4k версия на оригиналния видеоклип към песента.
През май 2024 г. групата тръгва на турнето „The Girls Aloud Show“. То е посветено на паметта на Хардинг и служи като "празник" на тяхната музика. На 6 ноември е обявена нова версия на хита от 2004 г. „I'll Stand By You“, който е първият им сингъл от 12 години насам. Песента излиза на 17 ноември и включва новооткрити главни вокали на Сара от оригиналните записи.

## Дискография

### Студийни албуми
- „Sound of the Underground“ (2003)
- „What Will the Neighbours Say?“ (2004)
- „Chemistry“ (2005)
- „Tangled Up“ (2007)
- „Out of Control“ (2008)

### Компилации
- „The Sound of Girls Aloud: The Greatest Hits“ (2006)
- „Ten“ (2012)

### Live албуми
- „Girls A Live“ (2008)
- „Out of Control: Live from the O2 2009“ (2009)

### Ремикс албуми
- „Mixed Up“ (2007)

### Сингли
- „Sound of the Underground“ (2002)
- „No Good Advice“ (2003)
- „Life Got Cold“ (2003)
- „Jump“ (2003)
- „The Show“ (2004)
- „Love Machine“ (2004)
- „I'll Stand by You“ (2004)
- „Wake Me Up“ (2005)
- „Long Hot Summer“ (2005)
- „Biology“ (2005)
- „See the Day“ (2005)
- „Whole Lotta History“ (2006)
- „Something Kinda Ooooh“ (2006)
- „I Think We're Alone Now“ (2006)
- „Walk This Way“ (с Шугабейбс) (2007)
- „Sexy! No No No...“ (2007)
- „Call the Shots“ (2007)
- „Can't Speak French“ (2008)
- „The Promise“ (2008)
- „The Loving Kind“ (2009)
- „Untouchable“ (2009)
- „Something New“ (2012)
- „Beautiful Cause You Love Me“ (2012)

### Промоционални сингли
- „Theme to St. Trinian's“ (2007)

### Видео албуми
- „Girls on Film“ (2005)
- „What Will the Neighbours Say? Live in Concert“ (2005)
- „Girls Aloud: The Greatest Hits Live from Wembley Arena“ (2006)
- „Get Girls Aloud's Style“ (2007)
- „Tangled Up: Live from The O2 2008“ (2008)
- „Out of Control Live from The O2 2009“ (2009)
- „Ten: The Videos“ (2012)
- „Ten: The Hits Tour“ (2013)

## Турнета

### Самостоятелни
- „What Will the Neighbours Say? Live“ (2005)
- „Chemistry Tour“ (2006)
- „The Sound of Girls Aloud: The Greatest Hits Tour“ (2007)
- „Tangled Up Tour“ (2008)
- „Out of Control Tour“ (2009)
- „Ten: The Hits Tour“ (2013)
- „The Girls Aloud Show“ (2024)

### Подгряващи
- „Live at the Local“ (2007)
- Колдплей – „Viva la Vida Tour“ (2009)

## Филмография
- „Popstars: The Rivals“ (2002)
- „Girls Aloud: Home Truths“ (2005)
- „Girls Aloud: Off the Record“ (2006)
- „The Passions of Girls Aloud“ (2008)
- „The Girls Aloud Party“ (2008)
- „Girls Aloud: Ten Years at the Top“ (2012)